# Kirchberg-Thening
Kirchberg-Thening là một đô thị ở huyện Linz-Land thuộc bang Oberösterreich, Áo. Đô thị Kirchberg-Thening có diện tích 16 km², dân số thời điểm năm 2006 là 2180 người.